# Antiblemma cinerea
Antiblemma cinerea är en fjärilsart som beskrevs av Paul Dognin 1912. Antiblemma cinerea ingår i släktet Antiblemma och familjen nattflyn. Inga underarter finns listade i Catalogue of Life.